# Hendrikus de Bijl
Hendrikus Theodorus (Petrus) de Bijl (Lith, 10 maart 1884 – aldaar, 23 april 1991) was vanaf 1 april 1990 gedurende 1 jaar en 22 dagen de oudste levende man van Nederland, na het overlijden van Cornelis Petrus Jansen. 
In zijn geboorteakte staan vermeld de voornamen 'Hendrikus Theodorus' maar in het artikel naar aanleiding van zijn 100e verjaardag staat dat hij 'Petrus de Bijl' heet. De overlijdensadvertentie sprak ook van 'Petrus' en deze naam staat ook op zijn grafzerk. De Bijl overleed op de leeftijd van 107 jaar en 44 dagen. Zijn opvolger was Johannes van Capel.